# Rhyacophila chimdro
Rhyacophila chimdro är en nattsländeart som beskrevs av Schmid 1970. Rhyacophila chimdro ingår i släktet Rhyacophila och familjen rovnattsländor. Inga underarter finns listade i Catalogue of Life.